# 飛田停留場
飛田停留場（とびたていりゅうじょう）は、かつて大阪府大阪市西成区にあった南海電気鉄道平野線の駅（電停）である。

## 歴史

### 年表
- 1914年（大正3年）4月26日：阪堺電気軌道（旧）平野支線今池 - 平野間の開業時に開業。
- 1980年（昭和55年）11月28日：廃止。

### 駅名の由来
飛田遊郭の最寄り駅であったため。

## 停留場構造

### のりば
| のりば | 路線    | 方向 | 方面                         | 行先     |
| ------ | ------- | ---- | ---------------------------- | -------- |
|        | ■平野線 | 上り | 阪堺線直通：阿倍野・今池方面 | 恵美須町 |
|        | ■平野線 | 下り | 田辺・平野方面               | 平野     |

## 停留場周辺
- 飛田遊郭跡

## その他
- 当駅には、一説には遊女の逃亡防止のために設置されていたと言われた壁があった。現在は耕作地になっている。

## 隣の停留場
南海電気鉄道
■平野線
今池停留場 - 飛田停留場 - 阿倍野停留場